# Правителство на Андрей Ляпчев 2 и 3
Второто и третото правителство на Андрей Ляпчев са четиридесет и пето и четиридесет и шесто правителство на Царство България, назначени с Укази № 10 и № 5 от 12 септември 1928 г. и 15 май 1930 г. на цар Борис III. Управлява страната до 29 юни 1931 г., след което е наследено от четвъртото правителство на Александър Малинов.

## Политика
Последните три години от управлението на Демократическия сговор са продължение на вътрешната и външната политика на първия кабинет на Андрей Ляпчев, по време на който продължават демократичните промени. Все по-важна роля във вътрешната и външната политика започва да играе цар Борис III. Започналото сближаване между България и Италия е скрепено на 25 октомври 1930 г. с брак между българския владетел и дъщерята на крал Виктор-Емануил – Джована.
През 1929 г. световната икономика е разтърсена от незапомнена криза. В особено тежко състояние изпадат държави като България, разчитащи основно на селското стопанство и свързаните с него отрасли на леката промишленост. Спадът на производството за първите три години на кризата е над 30%. Масовата безработица и неспособността на правителството да се справи с икономическите трудности водят до ново разрастване на революционното движение и консолидация на опозиционните сили.
В навечерието на новите парламентарни избори през 1931 г., по инициатива на Александър Малинов, е образувано политическото обединение Народен блок (Демократическата партия, БЗНС Врабча 1, БЗНС Стара Загора, Радикалната партия и Националлибералната партия). На 21 юни 1931 г. коалицията печели изборите и слага край на седемгодишното управление на Сговора.

## Съставяне
Кабинетът, оглавен от Андрей Ляпчев, е образуван от политически дейци на Демократическия сговор.

### Кабинет
Сформира се от следните 10 министри, от предишното правителство:
| министерство                                | име | име               | партия                |
| ------------------------------------------- | --- | ----------------- | --------------------- |
| председател на Министерския съвет           |     | Андрей Ляпчев     | Демократически сговор |
| външни работи и изповедания                 |     | Атанас Буров      | Демократически сговор |
| вътрешни работи и народно здраве            |     | Андрей Ляпчев     | Демократически сговор |
| народно просвещение                         |     | Никола Найденов   | Демократически сговор |
| финанси                                     |     | Владимир Моллов   | Демократически сговор |
| война                                       |     | Иван Вълков       | военен                |
| търговия, промишленост и труд               |     | Цвятко Бобошевски | Демократически сговор |
| правосъдие                                  |     | Тодор Кулев       | Демократически сговор |
| земеделие и държавни имоти                  |     | Димитър Христов   | Демократически сговор |
| обществени сгради, пътища и благоустройство |     | Славейко Василев  | Демократически сговор |
| железници, пощи и телеграфи                 |     | Рашко Маджаров    | Демократически сговор |

### Промени в кабинета

#### от 11 януари 1929
| министерство | име | име               | партия |
| ------------ | --- | ----------------- | ------ |
| война        |     | Никола Бакърджиев | военен |

#### от 15 май 1930
- След назначаване на новото правителство на 15 май 1930 г. министерския съвет претърпява следните промени:

| министерство                                | име | име               | партия                |
| ------------------------------------------- | --- | ----------------- | --------------------- |
| народно просвещение                         |     | Александър Цанков | Демократически сговор |
| правосъдие                                  |     | Кънчо Миланов     | Демократически сговор |
| земеделие и държавни имоти                  |     | Григор Василев    | Демократически сговор |
| обществени сгради, пътища и благоустройство |     | Георги Данаилов   | Демократически сговор |
| железници, пощи и телеграфи                 |     | Петко Стайнов     | Демократически сговор |
| търговия, промишленост и труд               |     | Димитър Мишайков  | Демократически сговор |

#### от 31 януари 1931
| министерство | име | име               | партия |
| ------------ | --- | ----------------- | ------ |
| война        |     | Александър Кисьов | военен |

#### от 14 май 1931
| министерство                   | име | име           | партия                |
| ------------------------------ | --- | ------------- | --------------------- |
| търговия, промишленост и труда |     | Боян Смилов   | Демократически сговор |
| земеделие и държавни имоти     |     | Христо Статев | Демократически сговор |

## Събития
- 24 октомври до 29 октомври 1929 – Начало на Световната икономическа криза.